# Chelmsley Wood
Chelmsley Wood – osada i civil parish w Anglii, w West Midlands, w dystrykcie metropolitalnym Solihull. W 2011 civil parish liczyła 12 905 mieszkańców.